# Derobrachus inaequalis
Derobrachus inaequalis es una especie de escarabajo longicornio del género Derobrachus, tribu Prionini, subfamilia Prioninae. Fue descrita científicamente por Bates en 1872.

## Descripción
Mide 33,3-59,5 milímetros de longitud.

## Distribución
Se distribuye por Belice, Colombia, Costa Rica, El Salvador, Guatemala, Honduras, México, Nicaragua y Panamá.